# 中津川有料道路
中津川有料道路（なかつがわゆうりょうどうろ）は、かつて岐阜県中津川市苗木と岐阜県中津川市駒場を結んでいた有料道路である。現在は無料開放されている。

## 概要
1984年（昭和59年）4月1日に供用開始した、岐阜県道路公社が管理する有料道路であったが、2009年（平成21年）10月10日より無料開放された。国道257号の一部である。

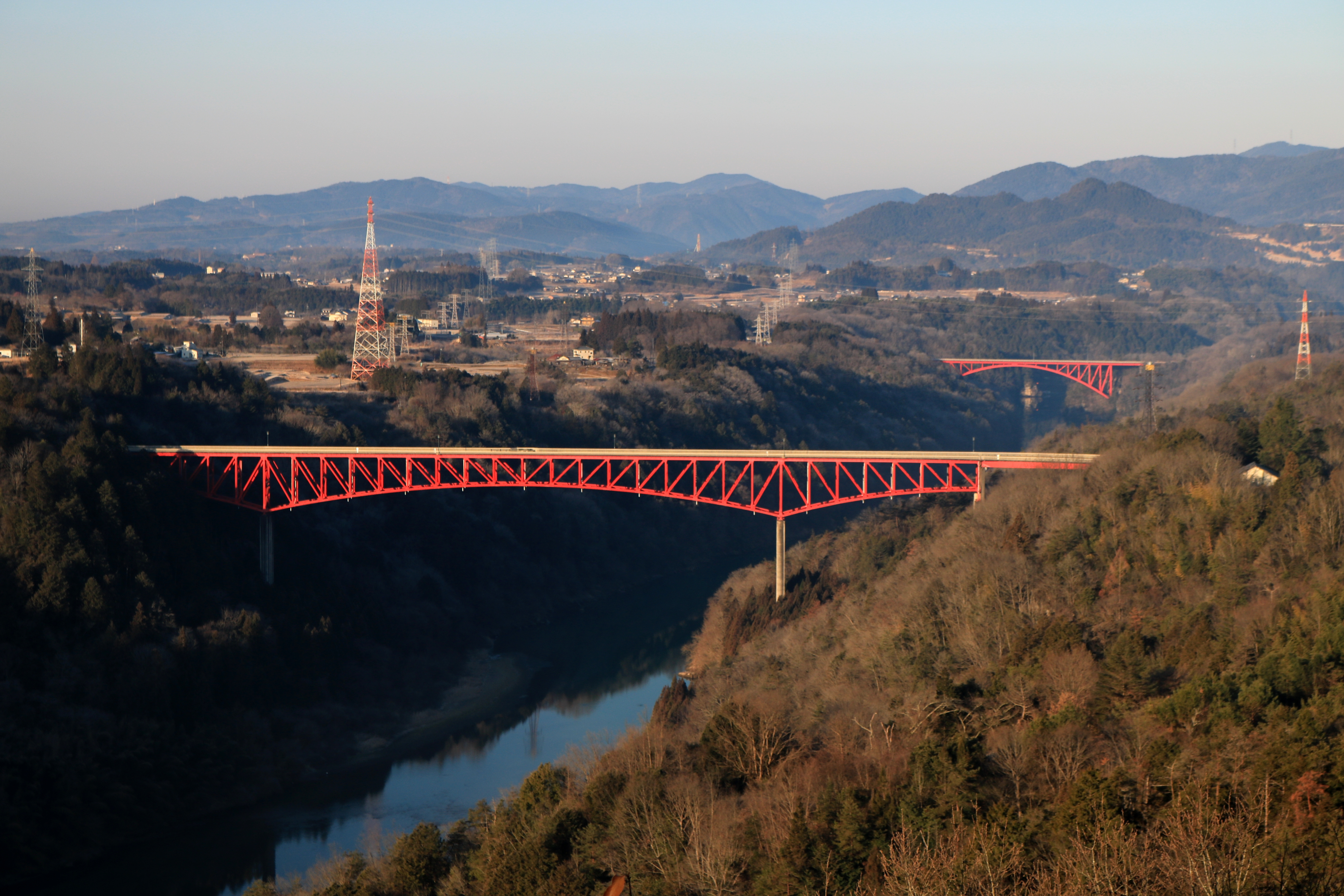
木曽川に架かる城山大橋

木曽川に架かる城山大橋とその接続道路で構成されていた。

### 路線データ
- 延長 0.92km[1]
- 道路規格 第3種第2級
- 総事業費 26.5億円[1]
- 料金徴収期間 30年間（実際には約25年6ヶ月）

## 通行料金（当時）
- 普通車 200円[1]
- 大型車（I） 310円[1]
- 大型車（II） 730円[1]
- 軽自動車等 150円[1]
- 軽車両等 30円[1]

## その他
有料道路として供用されていた際の料金所施設が、農産物などの直売所として利用されている。